# Sorachi (phó tỉnh)
Sorachi (空知総合振興局 Sorachi-sōgō-shinkō-kyoku) là phó tỉnh của Hokkaidō, Nhật Bản. Tính đến ngày 1 tháng 10 năm 2020, dân số ước tính thị trấn là 65.614 người và mật độ dân số là 10 người/km2. Tổng diện tích phó tỉnh là 6558,22 km2.

## Hành chính

### Thành phố
| Tên                              | Tên      | Diện tích (km2) | Dân số | Bản đồ |
| Rōmaji                           | Kanji    | Diện tích (km2) | Dân số | Bản đồ |
| -------------------------------- | -------- | --------------- | ------ | ------ |
| Akabira                          | 赤平市   | 129,88          | 10.686 |        |
| Ashibetsu                        | 芦別市   | 865,02          | 14.260 |        |
| Bibai                            | 美唄市   | 277,61          | 24.768 |        |
| Fukagawa                         | 深川市   | 529,12          | 21.618 |        |
| Iwamizawa (trung tâm hành chính) | 岩見沢市 | 481,1           | 84.127 |        |
| Mikasa                           | 三笠市   | 302,64          | 9.056  |        |
| Sunagawa                         | 砂川市   | 78,69           | 17.589 |        |
| Takikawa                         | 滝川市   | 115,9           | 41.306 |        |
| Utashinai                        | 歌志内市 | 55,99           | 3.019  |        |
| Yūbari                           | 夕張市   | 763,2           | 8.612  |        |

### Thị trấn
| Tên           | Tên        | Diện tích (km2) | Dân số | Huyện   | Bản đồ |
| Rōmaji        | Kanji      | Diện tích (km2) | Dân số | Huyện   | Bản đồ |
| ------------- | ---------- | --------------- | ------ | ------- | ------ |
| Chippubetsu   | 秩父別町   | 47,26           | 2.463  | Uryū    |        |
| Hokuryū       | 北竜町     | 158,82          | 1.965  | Uryū    |        |
| Kamisunagawa  | 上砂川町   | 39,91           | 3.278  | Sorachi |        |
| Kuriyama      | 栗山町     | 203,84          | 12.365 | Yūbari  |        |
| Moseushi      | 妹背牛町   | 48,55           | 3.134  | Uryū    |        |
| Naganuma      | 長沼町     | 168,36          | 11.262 | Yūbari  |        |
| Naie          | 奈井江町   | 88,05           | 5.664  | Sorachi |        |
| Nanporo       | 南幌町     | 81,49           | 7.816  | Sorachi |        |
| Numata        | 沼田町     | 283,21          | 3.207  | Uryū    |        |
| Shintotsukawa | 新十津川町 | 495,62          | 6.787  | Kabato  |        |
| Tsukigata     | 月形町     | 151,05          | 3.429  | Kabato  |        |
| Urausu        | 浦臼町     | 101,08          | 1.983  | Kabato  |        |
| Uryū          | 雨竜町     | 190,91          | 2.546  | Uryū    |        |
| Yuni          | 由仁町     | 133,86          | 5.426  | Yūbari  |        |